# William Porter (lekkoatleta)
William („Bill”) Franklin Porter III (ur. 24 marca 1926 w Jackson, zm. 10 marca 2000 w Irvine) – amerykański lekkoatleta płotkarz, mistrz olimpijski.
Startował w biegu na 110 metrów przez płotki. Został mistrzem Stanów Zjednoczonych (AAU) w 1948 i zakwalifikował się na igrzyska olimpijskie w Londynie. Tam, pomimo nieobecności uważanego za najlepszego płotkarza Harrisona Dillarda Amerykanie zdobyli wszystkie trzy medale w biegu na 110 metrów przez płotki: Porter złoty z rekordem olimpijskim 13,9 s., Clyde Scott srebrny, a Craig Dixon brązowy.

## Rekord życiowy
źródło:
- 110 m ppł – 13,90 s. (1948)